# シュトックシュタット・アム・ライン
シュトックシュタット・アム・ライン (ドイツ語: Stockstadt am Rhein) は、ドイツ連邦共和国ヘッセン州グロース＝ゲーラウ郡の町村（以下、本項では便宜上「町」と記述する）である。ライン＝マイン地域の南縁部に位置する。

## 地理

### 位置
シュトックシュタットは、オーバーライン盆地内のアルトライン（旧ライン川）の蛇行部沿い、キューコプフ＝クノープロッホアウエ欧州保護地区に面しており、モーダウ川がライン川に注ぐ河口の高台に位置している。

### 隣接する市町村
シュトックシュタット・アム・マインは、北と東はリートシュタット、南はビーベスハイム・アム・ライン（ともにグロース＝ゲーラウ郡）、西はギンプスハイム（アルツァイ＝ヴォルムス郡）およびグンタースブルーム（マインツ＝ビンゲン郡）と境を接している。

### 自治体の構成
本町は、シュトックシュタット地区単独で構成される。

## 歴史
この町は、830年から850年頃のロルシュ・コデックスに「Stochertet」と記録されている。その後の史料ではシュトックシュタットは以下のように表記されている: Stockestadt（1338年）、Stocstad（1397年）、Stogstad（1403年）、Storstatt（1472年）、 Stockstatt（1579年）。
シュトックシュタットの土地所有者はマインツ大司教であり、1279年にエップシュタイン家がレーエンとして代官職を得た。高次裁判権はカッツェンエルンボーゲン伯またはその家臣のヴォルフスケール家がこれを行使した。
土地所有者として、1487年にはエーバーバッハ修道院とマインツ聖アルバン修道院が、1519年にはロルシュ修道院が記録されている。1794年にも教会の土地の他、プファルツ選帝侯、聖アルバン修道院およびエーバーバッハ修道院が土地所有者として挙げられている。
シュトックシュタットは短い間ヘッセン方伯領となった後、バーデン公領となったが、1579年にアストハイムと交換されて最終的にヘッセン領となった。ヘッセン方伯フィリップ1世は、1535年に方伯領全土で宗教改革を行っていた。シュトックシュタットでは、十分の一税の徴税権を有していたマインツ選帝侯がこれに抵抗を示した。

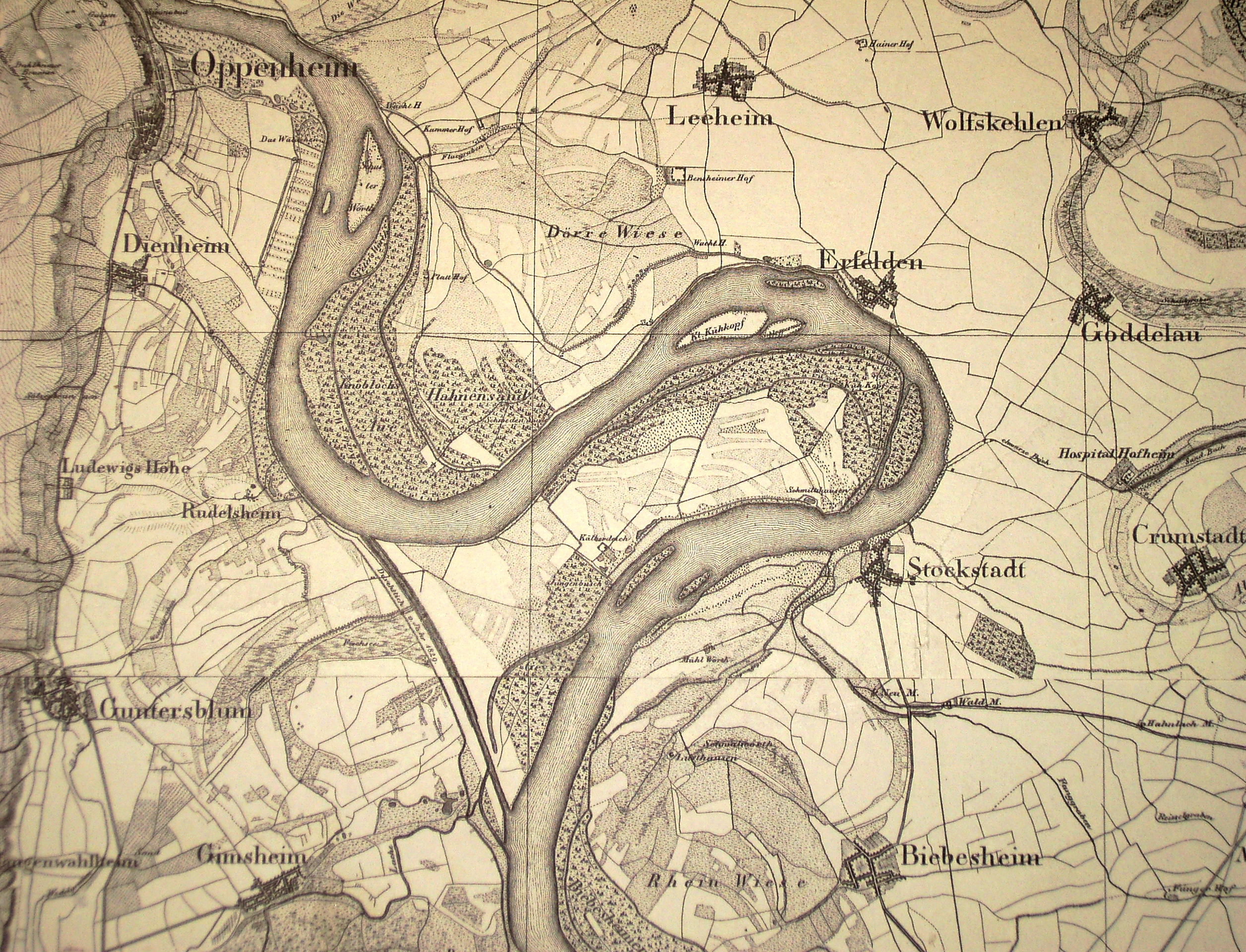
大きく蛇行していたかつてのライン川（現在の旧ライン川）を描いた19世紀初頭の地図

この頃のシュトックシュタットは、かつてライン川沿いの恵まれた場所に位置することから重要な港となっていた。シュトックシュタットに駐留する川役人の監視下で漁業も重要な経済分野に発展していた。しかし三十年戦争はシュトックシュタットにも大きな苦難をもたらした。69軒あった住居のうち、1648年の終戦時に残ったのは 19軒だけであった。
プファルツ継承戦争の際には、1689年にフランス軍がこの町を焼き払い、34軒の家屋と 100棟以上の付属建造物が灰燼に帰した。この町がこの被害を克服するのには、その後数十年を要した。
行政上はシュトックシュタットは、1820年までアムト・ドルンベルクに属した。このアムトは1816年からヘッセン大公国のプロヴィンツ・シュタルケンブルクに属していた。1821年にヘッセン大公国にラントベツィルク制度が導入され、この町はラントラーツベツィルク・ドルンベルクに編入された。1832年にラントラーツベツィルクの統廃合が行われ、郡制度が採用された。これによりシュトックシュタットはグロース＝ゲーラウ郡に属すこととなった。さらに、1848年7月31日、ヘッセン大公国のプロヴィンツ、郡、ラントラーツベツィルクはに廃止され、レギールングスベツィルクが置かれた。しかし、1852年5月12日に再び元に戻された。この間の1848年から1852年までシュトックシュタットはレギールングスベツィルク・ダルムシュタットに属し、その後グロース＝ゲーラウ郡に戻された。その後現在に至るまでの行政改革でもこの町の所属は変わっていない。
司法上は、1821年から1839年までグロースゲーラウ地方裁判所、1839年からは新たに設立されたゲルンスハイム地方裁判所、1879年以後はこれを引き継いだゲルンスハイム区裁判所がこの街を管轄した。1934年にこの区裁判所が廃止された後は、グロース＝ゲーラウ区裁判所がシュトックシュタットを管轄することとなった。
19世紀初め、ライン川の蛇行部をショートカットする水路「アム・ガイヤー」が造られた。こちらの水路が本流となったことでシュトックシュタットはライン川本流から隔てられ、その経済力の大部分を喪失した。これにより住民たちは収入を失い、アメリカに移住した。当時約 800人の住民のうち約 100人がこうして流出した。
1945年末にアメリカ占領地域に現在のヘッセン州が設立された際、ライン川に沿って設けられていた占領地域境界線がそのまま州境とされた。このため本来グンタースブルームに属していたライン川右岸のキューコプフはフランス占領地域に属していた町の中心部と分離され、その大部分が隣接するシュトックシュタットに編入された。

## 行政

### 議会
シュトックシュタットの町議会は、25議席からなる

### 姉妹自治体
- ヴィッラ・ラガリーナ（イタリア、トレンティーノ＝アルト・アディジェ州）1990年

## 経済と社会資本

### 交通
シュトックシュタットは連邦道 B44号線（フランクフルト・アム・マイン - ルートヴィヒスハーフェン・アム・ライン）沿いに位置している。連邦アウトバーン A67号線（リュッセルスハイム - フィールンハイム）のプフングシュタット西インターチェンジまでは約 9 km の距離である。

### 教育
- インゼル＝キューコプフ＝シューレ（基礎課程学校）シュトックシュタット

## 文化と見所

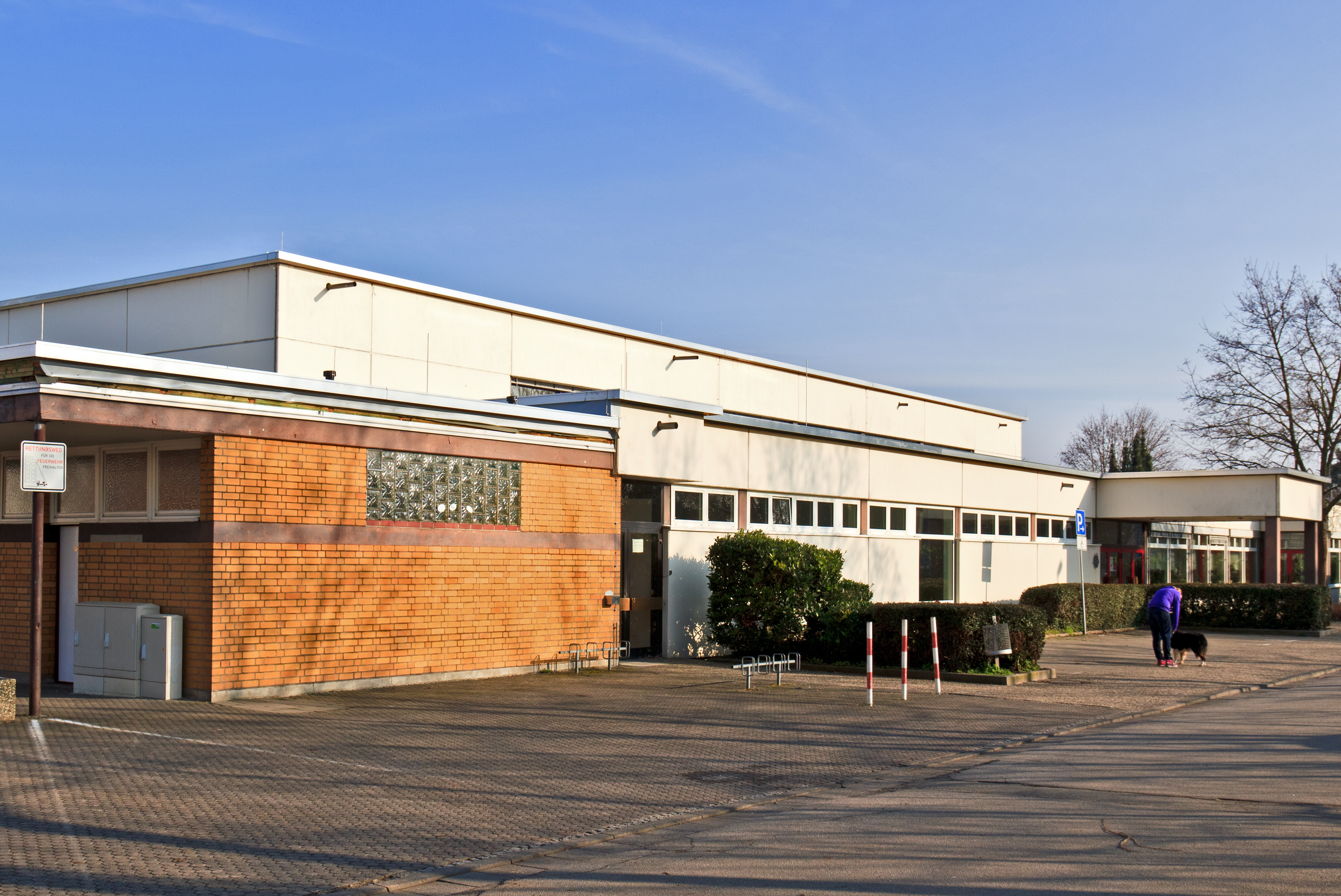
シュトックシュタットのアルトラインハレ

### 文化
シュトックシュタットには文化イベントの催事場アルトラインハレがある。町外でも知られる 2つのイベントは、この町に人々を惹きつける誘因に発展し、この町の存在感を際立たせている。
- シュトックシュテッター・ムジークターク（シュトックシュタットの音楽の日）: 「古楽の日」としても知られるこのイベントでは、古楽器による古い音楽をテーマにしたコンサートが開催され、これまでにフランドル・リコーダー・アンサンブル、クアドリガ・コンソート、レッド・プリーストといったスター・アンサンブルがゲスト出演している。これに合わせて楽器の展示会も行われる。バス＝シャリュモー、オカリナ、ノーズフルート、バロックファゴット、チェンバロ、キャビネットオルガン、クルムホルン、ボンバルト、ゲムスホルン、パンフルートといった珍しい楽器が展示されており、試奏することもできる。フランクフルト・アム・マインの音楽メッセとは異なり、シュトックシュタット音楽の日は即売見本市をコンセプトとしている。
- ブーフメッセ・イム・リート（リートの書籍見本市）: 朗読会や講演会などの興味深いプログラムが設けられており、本を読みふけったり、語り合ったりする多くの機会が設けられた、著者と触れあうことができる書籍見本市である。

## 引用
1. ↑  Hessisches Statistisches Landesamt: Bevölkerung in Hessen am 31.12.2023 (Landkreise, kreisfreie Städte und Gemeinden, Einwohnerzahlen auf Grundlage des Zensus 2011)]
2. 1 2 3 4  Historisches Ortslexikon - Stockstadt am Rhein, Landesgeschichtliches Informationssystem (LAGIS) Hessen（2013年5月18日 閲覧）
3. 1 2 3  Gemeinde Stockstadt am Rhein - Geschichte（2013年5月19日 閲覧）
4. ↑  2011年3月27日の町議会議員選挙結果、ヘッセン州統計局（2013年5月19日 閲覧）